# 天池 (南橫公路)

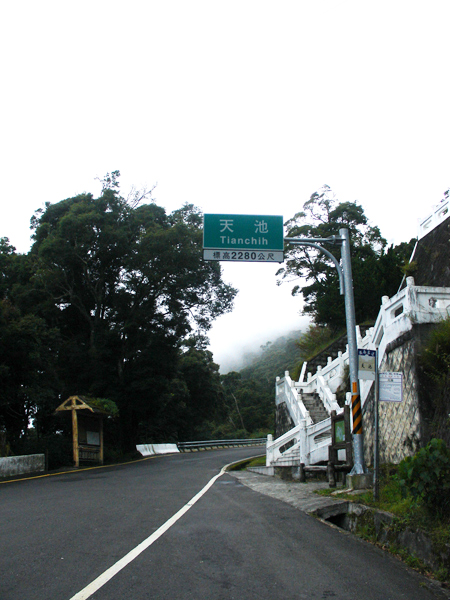
天池海拔2,280公尺

天池是臺灣高雄市桃源區庫哈諾辛山北方的一座湖泊，也是玉山國家公園南部園區境內一處景點，位於南橫公路長青祠後方，經由台20線行駛至135公里處，再登階經過長青祠，沿步道而行便抵，又或者徒步中之關古道可至天池。

## 簡介
天池的海拔高度2,280公尺，外觀呈心狀，水源仰賴降雨以及融雪而來，池底為落石堆積並夾雜泥沙，平均水深1.2公尺，面積約1,800平方公尺，雨季的水位可繼續上升50公分。
自南橫公路通車之後，天池附近林相曾遭受兩次火焚，加上宗教人士藉放生為由，在此進行焚燒紙錢與放生儀式，污染了天池原有水質，並因放生的魚類干擾了池中的生態，據玉山國家公園管理處的調查，天池水量少且不深，卻已經有優養化現象發生，故需要監測與管理。
2009年莫拉克風災導致南橫公路梅山口-埡口-向陽森林遊樂區路段嚴重受損後長期封閉，隨著修復工程進展，南橫公路於2020年1月起有限度恢復梅山口至天池間路段的通行。

## 周邊景點
- 長青祠
- 檜谷巨木林
- 中之關古道
- 遠眺中央山脈

## 資料來源
1. ↑  . 玉山國家公園管理處.   [2012-02-29]. （原始内容存档于2016-03-05） （中文（臺灣））.
2. 1 2 3  朱俊彥. . 自由電子報. 2005-05-12  [2012-02-29]. （原始内容存档于2005-11-09） （中文（臺灣））.
3. ↑  . 交通部公路總局. 2010-02-03  [2012-02-29]. （原始内容存档于2011-07-06） （中文（臺灣））.
4. ↑  . 聯合新聞網. 2019-12-27  [2019-12-27]. （原始内容存档于2019-12-27） （中文（臺灣））.